# Joël Fajerman
Pour les articles homonymes, voir Fajerman.
 (mai 2023).
Si vous disposez d'ouvrages ou d'articles de référence ou si vous connaissez des sites web de qualité traitant du thème abordé ici, merci de compléter l'article en donnant les références utiles à sa vérifiabilité et en les liant à la section « Notes et références ».
Joël Fajerman, né en 1948 à Paris, est un synthétiste français. Il est notamment connu pour avoir créé le générique de la série documentaire L'Aventure des plantes.

## Biographie

### Naissance et débuts
Joël Fajerman naît en 1948 à Paris.
À 17 ans, il intègre un groupe de rock puis part en tournée dans les années 1960 et 1970 avec des artistes de variétés comme Nicoletta, Mike Brant, Dario Moreno ou Claude François. Il participera au groupe Les Petits Matins en 1974, édité sur Flèche, label de Claude François.
En 1976, il coréalise le générique de l’émission 30 millions d'amis, composé par Jack Arel, et dont il réalise les arrangements. En 1978, il compose sa première pièce instrumentale au Japon pour le compte de la marque Korg, pays où il donne plusieurs concerts. Il donne naissance au groupe éphémère Contact (1978).

### Premiers génériques
Puis, sa carrière décolle au tournant des années 1980. Il a composé le générique du jeu télévisé français La Chasse aux trésors.
Il est célèbre pour avoir créé le générique de L'Aventure des plantes, une série documentaire du botaniste Jean-Marie Pelt et du journaliste Jean-Pierre Cuny, diffusée à partir de 1982. Depuis, cette émission a été diffusée dans 24 pays. Avec Flower's love, il décroche son premier succès.
Il hérite du surnom de « Flangerman », du nom de l’effet flanger qu’il aime utiliser dans ses sonorités électriques.

### Carrière
En 1986, il devient sociétaire définitif de la SACEM eu égard à son rayonnement international.
À l’occasion du bicentenaire de la Révolution française, il cosigne la bande originale et la chanson-titre de la série télévisée d’animation de Canal+ Les Enfants de la liberté, avec Brenda.
En 1989, il travaille sur les trois saisons d’une série télévisée de 26 documentaires nommé Les Inventions de la vie, pour Canal + et Antenne 2.
Il a également illustré musicalement le documentaire sur l’histoire de Grand Prix de Monaco, Un circuit dans la cité, ainsi que deux téléfilms historiques de Jacques Dupont : Les Vendéens (sur les guerres de Vendée) et Le Passeur d'âmes (en hommage à l'abbé Franz Stock). Plus récemment il a composé la musique de la série policière Julie Lescaut sur TF1 (49 épisodes, depuis 2000).

### Autres travaux
En 2000, Joël Fajerman a réalisé l’environnement sonore du pavillon français de l’Exposition universelle de Hanovre, le Pavillon du XXIe siècle.
Le titre The Magic Of The Orchid a été utilisé par le rappeur américain Juice Wrld sur sa chanson Burn (album posthume Fighting Demons, 2021).

## Discographie
- Racines synthétiques (1978) (avec Jan Yrssen)
- L’Aventure des plantes (1981) Ariola / BMG Espagne
- Les Inventions de la vie (1994) - Columbia / Sony Music Entertainement S.A.

## Génériques
- Prisme (1979)
- Painted Desert (1980) (avec Jan Yrssen)
- La chasse(s) au(x) trésor(s) (1981-1984)
- Azimuts (1981)
- Turbulences (1983)
- Electric Ice (1985) (avec Pierre Porte)
- Regards (1989)
- Les Inventions de la vie (1991)

Générique de la chasse aux trésors, avec Philippe de Dieuleveult